# Effet underdog
L'effet underdog est un concept de science politique. Il décrit la modification du comportement d'un individu, qui décide de soutenir un membre du personnel politique car celui-ci est en position de faiblesse. Ce concept est utilisé en sociologie politique.

## Concept
Le terme d'underdog provient de l'expression anglophone « to plead for the underdog », qui signifie « plaider pour les opprimés ». Il est la plupart du temps appelé en français effet underdog, et plus rarement effet chien battu.
L'effet underdog est l'une des conséquences présumées des sondages d'opinion. Des citoyens, voyant un candidat être en mauvaise posture électoralement, déciderait de voter pour lui afin de le soutenir. Il s'agit d'une des modifications de comportement politique liées aux sondages, avec l'effet bandwagon. Le fait que les sondages placent un candidat en tête pourrait ainsi avoir pour effet de mobiliser une partie de l'opinion indécise en faveur du candidat à la traîne.

## Historique
Pour le sociologue politique Patrick Lehingue, lors de l'élection présidentielle française de 1995, Jacques Chirac aurait attiré des voix supplémentaires grâce à l'effet underdog, dès lors qu'il perdait du terrain face à un Édouard Balladur perçu comme orgueilleux et éloigné du peuple,. Les faibles résultats de Lionel Jospin dans les enquêtes d'opinion auraient mobilisé des électeurs indécis penchant plutôt à gauche à voter pour lui,.

## Débats
L'historien David Colon remarque que la politologie a longtemps cru que l'effet bandwagon et l'effet underdog étaient de même ampleur et s'annulaient. Les recherches tardives tendraient à montrer une prédominance de l'effet bandwagon. 
La plupart des recherches n'ont jamais apporté de preuve convaincante de l'existence d'un mouvement fort en faveur des candidats à la traîne,. Pour certains chercheurs, à défaut d'un effet underdog, il existerait plutôt un effet bandwagon inversé, c'est-à-dire une perte de mobilisation des électeurs lorsqu'un candidat affiche une avance trop forte.
Du fait de sa faiblesse théorique, le concept d'effet underdog a été moins analysé par la sociologie politique que celui d'effet bandwagon.